# فردریک وایس
فردریک وایس (فرانسوی: Frédéric Weis‎؛ زادهٔ ۲۲ ژوئن ۱۹۷۷) بازیکن بسکتبال اهل فرانسه بود.
وی در مسابقات کشوری و بین‌المللی در مجموع برندهٔ ۱ مدال نقره، ۱ مدال برنز شده‌است.